# Congregación Sacrificio
Congregación Sacrificio är en ort i Mexiko.   Den ligger i kommunen Matamoros och delstaten Coahuila, i den centrala delen av landet, 800 km nordväst om huvudstaden Mexico City. Congregación Sacrificio ligger 1 131 meter över havet och antalet invånare är 101.
Terrängen runt Congregación Sacrificio är platt åt nordväst, men åt sydost är den kuperad. Runt Congregación Sacrificio är det mycket glesbefolkat, med 3 invånare per kvadratkilometer. Närmaste större samhälle är San Pedro, 0,96 km norr om Congregación Sacrificio. Omgivningarna runt Congregación Sacrificio är i huvudsak ett öppet busklandskap.